# L'Orfeo

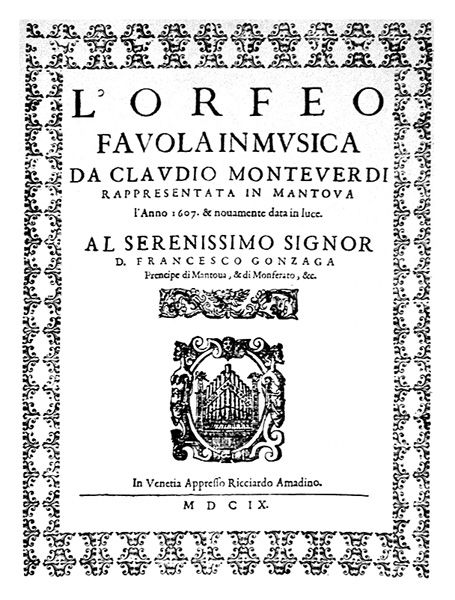
Voorzijde van het libretto van L'Orfeo

L'Orfeo is een opera van Claudio Monteverdi, op een libretto van Alessandro Striggio, en is gebaseerd op de mythe van Orpheus en Eurydice, zoals terug te vinden in de Metamorfosen van Ovidius en de Georgica van Vergilius.

## Geschiedenis
L'Orfeo werd voor het eerst opgevoerd op 24 februari 1607 in het hertogelijk paleis van Mantua. Publicatie vond plaats in 1609 in Venetië, met een tweede editie in 1615. Er bestaan ook libretto's zoals gebruikt bij de (ten minste twee) uitvoeringen in 1607, onder auspiciën van Francesco Gonzaga voor de Academia degli Invaghiti in Mantua geproduceerd en gepubliceerd, mogelijk vooral om zijn oudere broer Ferdinando de loef af te steken (deze was gelieerd aan de Florentijnse Academia degli Elevati met componisten zoals Jacopo Peri, Giulio Caccini en Cagliano).
De opera Euridice van Jacopo Peri (1600) zal als voorbeeld gediend hebben voor L'Orfeo. De opera L'Orfeo is echter de oudste van de belangrijk geachte opera's, die tot op heden repertoire hebben gehouden. Hier begint – zo men wil – de canon van de klassieke westerse operaliteratuur. Typerend voor de werkwijze van Monteverdi is de vermenging van de Griekse mythologie met 16e-eeuwse dramatische conventies en, muzikaal, het volledige scala aan instrumentale tussenspelen (intermedio), monodie en madrigalen uit de Florentijnse school. Deze opera is ontstaan binnen hofkringen, maar opera was hier nog niet het lege hoofse vermaak waartoe het later zou verworden. Integendeel, het geeft doeltreffend en met passie uitdrukking aan diepe menselijke emoties. Het genie van Monteverdi ligt in de fantasievolle en qua muzikale middelen zeer efficiënte en evenwichtige wijze, waardoor de toeschouwers zich ook nu nog, vier eeuwen na de première, voelen aangesproken.
In de klassieke versie van de mythe lukt het Orpheus niet om de verleiding te weerstaan Eurydice aan te kijken. Dit was de voorwaarde om haar terug te krijgen. Op het moment dat hij omkijkt, ziet hij haar voorgoed in de onderwereld verdwijnen. Hij blijft verbitterd achter en wordt later vermoord door Bacchanten en komt op die manier weer bij zijn geliefde. Dat was het libretto bij de eerste uitvoering in 1607, in een betrekkelijk kleine ruimte in de privé-appartementen van Margherita Gonzaga d'Este. Dit sombere einde was mogelijk minder geschikt voor een uitvoering in de formele omgeving van een hof in het begin van de 17e eeuw.
Monteverdi en zijn tekstschrijver Striggio (hofsecretaris van Mantua) kozen bij de uitvoering in 1609 een (dramaturgisch meer spectaculaire, maar psychologisch veel oppervlakkiger) oplossing, die teruggaat op de Astronomia van Hyginus. Apollo daalt neer uit de hemel, en neemt zijn zoon Orpheus mee op ten hemel waar hij getroost wordt met een evenbeeld van Eurydice in de sterren. Een verklaring voor de beide versies (welke de oudste is, is niet zeker) zou kunnen zijn dat de uitvoering in 1609 plaatsvond voor de hertog van Savoye in Mantua in een veel grotere ruimte dan bij de première: er was ruimte voor een "wolkenmachine".
In de opera Orfeo ed Euridice van Christoph Willibald Gluck loopt het nog beter af: Orpheus wil zelfmoord plegen op het moment dat Eurydice in de onderwereld verdwijnt, maar Amor stopt zijn hand en verenigt de geliefden, die daarna in de wereld van Amor samen leven.

## Structuur en synopsis
De opera is gebaseerd op de Griekse mythe Orpheus en Eurydice.
De opera ‘Orfeo, favola in musica’,  omvat een proloog en vijf bedrijven en duurt 1 uur 45 min. tot 2 uur.
- Proloog

Bestaande uit een instrumentale toccata en een vocale ‘La musica‘. De toccata is een virtuoze uitvoering door de renaissance blazers, zoals: cornetto, sackbut en barok trompet. ‘La musica’ is een vocale uitvoering van vijf strofen en is een ode aan de kracht van de muziek.
- Bedrijf I

Het is bruiloftsfeest van zanger-musicus Orfeus en Eurydice in de vallei. Nimfen en herders dansen en Nimfen zingen hymen tot de god van het huwelijk Hymenaeus, opdat hij vrede en geluk zou brengen voor het bruidspaar.
- Bedrijf II

De festiviteit duurt voort tot een boodschapster aan Orfeus meldt dat Eurydice gestorven is aan een slangenbeet. Droefenis en smartzangen overheersen en Orfeus beslist om naar zijn bruid in de onderwereld toe te gaan, met de hoop met zijn Eurydice terug te keren.
- Bedrijf III

Vergezeld door Speranza komt Orfeus aan in de onderwereld, waar hij door de grenswachter, veerman  Charon wordt tegengehouden. Orfeus smeekt Charon om hem in de dodenwereld toe te laten, maar Charon blijft weigeren. Als ten slotte Charon inslaapt vaart Orfeus zelf met bovenmenselijke wil naar de onderwereld.
- Bedrijf IV

Proserpina is geraakt door de smeekzang van Orfeus en overtuigt haar echtgenoot Pluto om Eurydice te laten gaan. Dat wordt hem toegestaan. Pluto stelt echter als voorwaarde dat hij op de terugtocht niet mag omkijken, anders verliest hij haar voor altijd.
Als reactie op een geluid kijkt verliest Orfeus zijn zelfcontrole, kijkt naar Eurydice en ziet haar verdwijnen.
- Bedrijf V met vrolijk einde

Verlaten treurt Orfeus op aarde. Apollo komt echter tussen en neemt Orfeus op onder de onsterfelijken. Vanuit de hemel kan hij eeuwig zijn geliefde zien. (lieto fine)

## Instrumentatie

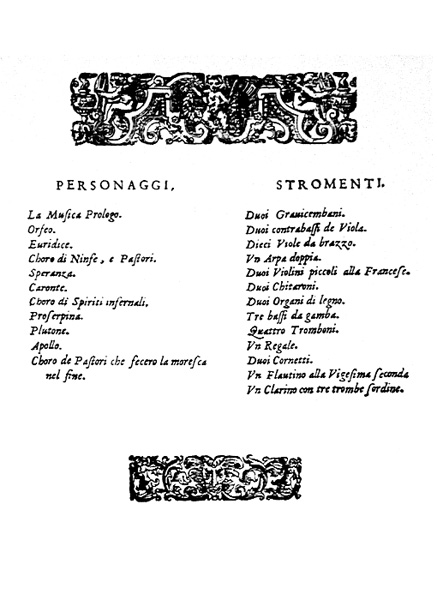
Originele aanwijzingen van Montverdi

De originele partituur bevat gedetailleerde aanwijzingen omtrent het instrumentarium en zelfs aanwijzingen over de uitvoering ervan.
Vocaal
- La Musica (Proloog) – sopraan
- Orfeus – tenor
- Eurydice – sopraan
- Charon, veerman naar het onderaardse dodenrijk Hades – bas
- Pluto, koning van het onderaardse dodenrijk Hades – bas
- Proserpina, vrouw van Pluto – sopraan
- Apollo, spirituele, hemelse vader van Orfeus – bas
- Koor van nimfen en herders
- Koor van ondergrondse geesten
- Koor van moresca dans

Instrumenten
- Duoi Gravicembani – 2 klavecimbels
- Duoi contrabassi de Viola – 2 contrabassen
- Dieci Viole da brazzo – 10 violen
- Un Arpa doppia – 1 harp
- Duoi violini piccoli alla Francese – 2 kleine violen
- Duoi Chitaroni – 2 teorbes
- Duoi Organi di legno – 2 houten orgels
- Tre bassi da gamba – 2 bassen
- Quattro Tromboni - 4 baroktrombones
- Un Regale – 1 regaal
- Duoi Cornetti – 2 kornetten
- Duoi Flautini - 2 blokfluiten
- Un Flautino alla Vigesima seconda - 1 sopraanblokfluit
- Un Clarino con tre trombe sordine - 1 clarinotrompet

## Overgang van renaissance naar barok
De opera is een geesteskind van de barok en L'Orfeo is de vroegste opera die nog geregeld wordt uitgevoerd. De opera ontwikkelde zich uit de renaissance theatrale ‘intermedia’.
De opera vertolkt de overgang van renaissance naar barokmuziek. De vocale polyfone zang van de renaissance maakt plaatst voor het tekst beklemtonende recitatief en de affect vertolkende aria. Alleenstaande instrumentale delen doen hun intrede als ritornello, toccata en symfonie.

## Originele gedrukte uitgaven
De eerste druk was van de Venetiaanse drukker Ricciardo Amadino in 1609.